# Blokaden af Berlin
Blokaden af Berlin var en blokade af Vestberlin i 1948-1949 under Den Kolde Krig. Blokaden var et forsøg fra sovjetisk side på at tvinge det af de vestallierede kontrollerede Vestberlin til at blive en del af den østlige sovjetiske besættelseszone. Blokaden fandt sted mellem 24. juni 1948 og 11. maj 1949 og var den foreløbige kulmination på den stigende uenighed mellem de tidligere allierede fra 2. verdenskrig, på den ene side Sovjetunionen og på den anden side de vestallierede stater USA, Storbritannien og Frankrig. Som sådan blev krisen til en af de allerførste større konflikter i den kolde krig.

## Baggrund
Ved slutningen af 2. verdenskrig var Hitlers modstandere blevet enige om at dele det slagne Nazi-Tyskland op i fire forskellige besættelseszoner, samt dele Berlin i fire zoner. Den østlige del af landet, der senere skulle blive den kommunistiske stat DDR, tilfaldt således Sovjetunionen, mens den vestlige del af landet, der senere skulle blive Vesttyskland, blev delt mellem de vestlige allierede.
Tysklands tidligere hovedstad Berlin kom dermed til at ligge langt inde i sovjet-kontrolleret område, men byen blev alligevel delt op i en østlig del kontrolleret af Sovjetunionen, og en vestlig del kontrolleret af de allierede.
Det var meningen, at de fire besættelseszoner skulle styres i fællesskab, men det viste sig meget snart, at forskellene mellem de vestlige magter og de Sovjetunionen var for store til, at man kunne enes om en fælles politik for besættelsesområderne.
Efter forhandlingssammenbrud med Sovjetunionen i 1947 besluttede de tre vestlige allierede samt nogle af Tysklands naboer, Luxembourg, Belgien og Nederlandene ved Londonkonferencen i juni 1948 at støtte dannelsen af en vesttysk, demokratisk stat. Dette var en kilde til sovjetisk vrede, men en udløsende faktor til den sovjetiske blokade kom med indførelsen af en ny møntenhed, D-Marken, i de vestlige områder den 20. juni 1948.

## Blokadens begyndelse
Natten mellem den 23. og 24. juni 1948 gik lyset i hele Vestberlin pludselig ud. Elværket Golpa-Zschornewitz i sovjetisk kontrolleret område havde i årevis leveret strøm til den vestlige del af byen, men blev nu lukket på sovjetisk ordre. Dagen fulgte med trafikproblemer, da sovjetiske soldater blokerede tilkørselsvejene til Vestberlin. Vestberlins fødevareforsyning var altafhængig af de veje mellem Vesttyskland og Vestberlin. De lå i sovjetisk kontrolleret område og blev nu spærret. Vestberlin stod med et i en særdeles prekær situation uden mulighed for at forsyne bydelens 2,2 millioner indbyggere. Selv om de vestligt allierede havde forventet en skarp reaktion fra sovjetisk side, var de fuldstændig uforberedt på dette drastiske skridt.

## Berlins skæbne til debat blandt de vestallierede
De vestligt allierede stod over for et svært dilemma. Skulle man opgive Vestberlin til Sovjetunionen, eller skulle man true dem til at makke ret? Det første valg syntes uantageligt, da man blot et år forinden havde godkendt Trumandoktrinen og derfor ikke ville give efter for sovjetisk pres allerede i starten af den spirende kolde krig, og det andet valg havde potentiale til at udvikle sig til en altødelæggende 3. verdenskrig, der ville gå hårdt ud over den plagede europæiske befolkning. Begge muligheder var altså uantagelige, men der så ikke ud til at være særligt mange andre muligheder. Den første valgmulighed blev eksemplificeret af den engelske militærguvernør i Vestberlin, Sir Brian Robertson, der foretrak en opgivelse af byen, da det i længden ville være for farligt og problematisk at holde fast i den, og den anden havde sin stærkeste tilhænger i den amerikanske general Lucius D. Clay.

## Luftbroen
I mangel af optioner valgte Lucius D. Clay at forsøge at forsyne millionbyen Vestberlin fra luften. I modsætning til vejene på land, havde man gennem aftaler sikret sig uindskrænket ret til luftrummet mellem Vesttyskland og Vestberlin. Allerede den 25. juni befalede Clay starten på luftbroen til Berlin. Den 26. juni 1948, to dage efter starten på blokaden, landede den første amerikanske Douglas C-54-maskine med fødevarer i Flughafen Tempelhof. To andre lufthavne, Gatow og Tegel kom også i anvendelse. Det viste sig dog hurtigt, at man måtte finde en måde at optimere tilførslen på, for det gik ganske enkelt for langsomt. General William H. Tunner fandt på en måde hvorpå flyverne kunne flyve i formationer, så de kunne glide ind og ud efter hinanden på landingsbanen, et svært kunststykke der krævede megen koordinering, men det lykkedes. I Luftbroens start havde man kunnet levere 750 tons fragt om dagen, allerede i slutningen af juli var man nået op på imponerende 2000 tons, og der landede et fly med fragt hvert tredje minut.
Piloterne fra USA, Storbritannien, Frankrig, Australien m.fl. i disse flyvere blev elsket og beundret af en taknemmelig vestberlinsk befolkning. Nogle af piloterne lavede små faldskærmspakker med slik og chokolade til børnene i byen, pakker som de kastede ud af vinduerne når de fløj ind over Vestberlin. Det var andre slags bomber end Berlin havde oplevet blot få år forinden, og flyverne fik hurtigt tilnavnet "Rosinbomberne".

## Blokadens slutning og dens følger
Vestberlins kamp for sin frihed blev en propaganda-katastrofe for Sovjetunionen. Den vestberlinske befolknings vilje til at stå imod, på trods af sult og afsavn på grund af den trods alt begrænsede mængde varer man kunne transportere, blev til symbolet på den frie verdens modstand mod et kommunistisk ufrit og menneskefjendsk system. Hele verdens øjne hvilede på Berlin, og ikke mange havde forståelse for den måde, hvorpå Sovjetunionen behandlede de civile i Vestberlin. Det moralske nederlag gjordes ikke mindre af det faktum, at byen rent faktisk så ud til at klare sig på trods af blokaden.
Efter næsten et års sovjetisk blokade kunne de første lastbiler og togvogne rulle ind i den standhaftige by igen den 12. maj 1949. Blokaden var slut. Vestberlin havde gennem stædig vilje, symboliseret i den karismatiske og stærke SPD-borgmester Ernst Reuter, afvist blokaden.
Blokaden af Berlin var et forvarsel om de næste 50 års historiske udvikling, på lokalt og verdensplan. På lokalt plan blev det klart, at Berlin for fremtiden med al sandsynlighed igen ville blive centrum for stormagternes stridigheder, og på verdensplan stod det nu lysende klart, at stormagterne ville begynde en opdeling af verden i sovjet-venlige og USA-venlige områder. Den kolde krig kan på mange måder siges at være startet med blokaden af Berlin.